# Herpestomus nasutus
Herpestomus nasutus là một loài tò vò trong họ Ichneumonidae.